# Słowik (gromada)
Słowik (do 31 XII 1969 Proboszczewice) – dawna gromada, czyli najmniejsza jednostka podziału terytorialnego Polskiej Rzeczypospolitej Ludowej w latach 1954–1972.
Gromady, z gromadzkimi radami narodowymi (GRN) jako organami władzy najniższego stopnia na wsi, funkcjonowały od reformy reorganizującej administrację wiejską przeprowadzonej jesienią 1954 do momentu ich zniesienia z dniem 1 stycznia 1973, tym samym wypierając organizację gminną w latach 1954–1972.
Gromada Słowik z siedzibą GRN w Słowiku powstała 1 stycznia 1970 w powiecie łódzkim w woj. łódzkim w związku z przeniesieniem siedziby GRN gromady Proboszczewice z Proboszczewic do Słowika i zmianą nazwy jednostki na gromada Słowik.
Gromada przetrwała do końca 1972 roku, czyli do kolejnej reformy gminnej.